# Кућа Богородице
Кућа Богородице или Кућа Девице Марије (тур. Meryemana Evi или Meryem Ana Evi, „Кућа мајке Марије“) је католичко светилиште које се налази на планини Коресос (турски: Bülbüldağı) у близини Ефеса, 7 км од Селчука у Турској.
Кућа је откривена у 19. веку пратећи описе из пријављених визија Блажене Ане Катарине Емерих (1774–1824), римокатоличке часне сестре и визионара, које је Клеменс Брентано објавио као књигу након њене смрти. Иако се Католичка црква никада није изјаснила за или против аутентичности куће, посета овом месту је ипак добила статус ходочашћа од свог открића. Ану Катарину Емерих је папа Јован Павле II прогласио блаженом 3. октобра 2004.
Хришћански и муслимански ходочасници посећују кућу на основу веровања да је Марију, Исусову мајку, Свети Јован одвео у ову камену кућу и да је ту живела до краја свог земаљског живота.
Светилиште је добило неколико папских апостолских благослова и посетило га је неколико папа укључујући папу Павла VI, папу Јована Павла II и папу Бенедикта XVI.

## Опис
На путу до светилишта, посетиоци пролазе поред базена за крштење, већег од оног који се налази у базилици у Ефесу. Сматра се да је рана заједница хришћана можда живела или била крштена овде како би побегла од оближњих Римљана.
Сама светиња није много велика, већ се може описати као скромна капела. Очувано камење и конструкција датирају још из апостолског доба, што је у складу са осталим очуваним грађевинама из тог времена, али са мањим додацима као што су баштенски пејзажи и додаци побожности изван светилишта. На уласку у капелу, ходочасника сачека једна велика просторија у којој је олтар заједно са великом статуом Блажене Девице Марије истакнут у центру.
На десној страни налази се мања соба - традиционално повезана са стварном собом у којој се верује да је Девица Марија спавала. Маријанска традиција сматра да је нека врста текуће воде текла попут канала у мањој просторији у којој је Девица Марија спавала и одмарала, што је довело до данашње чесме изван грађевинске конструкције.

## Зид жеља
Изван светилишта је посебан „зид жеља“ који су ходочасници користили тако што су своје личне жеље писали на папиру или тканини. У близини се узгајају разне врсте цвећа и воћа, а постављено је и додатно осветљење за додатно праћење локалитета. У близини се такође налази фонтана или бунар, за који неки ходочасници верују да има чудесну моћ исцељења или лечење неплодности.

## Опис у Немачкој
Почетком 19. века, Ана Катарина Емерих, монахиња Августинијанка у Немачкој, прикована за кревет, известила је о низу визија у којима је испричала последње дане Исусовог живота и детаље о животу Марије, његове мајке. Емерих је дуго била болесна у земљорадничкој заједници Дилмен, али је у Немачкој била позната као мистик и посећивале су је бројне познате личности.
Једна од визија Ане Катарине Емерих била је опис куће коју је апостол Јован саградио у Ефесу за Марију, Исусову мајку, у којој је живела до краја свог живота. Емерих је дала низ детаља о локацији куће и топографији околног подручја:
Марија није живела у самом Ефесу, већ у његовој близини. ... Маријин стан је био на брду лево од пута из Јерусалима, око три и по сата од Ефеса. Ово брдо се стрмо спушта према Ефесу; град, како му се приближава са југоистока, изгледа да лежи на узвисини... Уске стазе воде на југ до брда близу врха који је неравномерна висораван, неких пола сата путовања.
Један од посетилаца Ане Катарине Емерих био је писац Клеменс Брентано који је после прве посете остао у Дилмену пет година да би је виђао сваког дана и записивао визије које је говорила. Након Анине смрти, Брентано је 1852. године у Минхену, у Немачкој, објавио књигу засновану на његовим транскрипцијама њених визија. Друга књига је објављена на основу његових белешки након његове смрти. Када је случај за Анину беатификацију поднет Ватикану 1892. године, један број стручњака у Немачкој почео је да упоређује и анализира оригиналне Брентанове белешке из његове личне библиотеке са књигама које је написао. Анализа је открила различите апокрифне библијске изворе, мапе и путне водиче међу његовим радовима, који су могли да се користе за побољшање Аниних нарација.

## Откриће у Турској
Дана 18. октобра 1881. године, ослањајући се на описе Брентанове књиге засноване на његовим разговорима са Аном Емерих, француски свештеник, опат Жилијан Гује открио је малу камену зграду на планини која гледа на Егејско море и рушевине древног Ефеса у Турској. Веровао је да је то кућа коју је описала Ана Емерих и где је Девица Марија живела последње године свог живота.
Откриће опата Гујеа већина људи није схватила озбиљно, али десет година касније, на позив сестре Мари де Мандат-Грансе, два лазаристичка мисионара, отац Полин и отац Јунг, из Смирне поново су открили зграду 29. јула 1891. године, користећи исти извор за водич. Сазнали су да су рушевину без крова са четири зида дуго поштовали чланови планинског села Сиринце, удаљеног 17 км, који су били потомци раних хришћана из Ефеса. Кућа је названа Panaya Kapulu ("Врата Богородице"). Сваке године верници су ходочастили ово место 15. августа, на дан када већина хришћанског света слави Маријино Успење.
Католичка црква је именовала сестру Мари де Мандат-Грансе за оснивачицу Маријине куће. Била је одговорна за очување Маријине куће и околних простора од 1891. до њене смрти 1915. Откриће је оживело и учврстило хришћанску традицију из 12. века, „ефеско предање“, које се такмичило са старијим „јерусалимским предањем“ о месту Успења Богородице. Због поступака папе Лава XIII 1896. и папе Јована XXIII 1961. године, Католичка црква је прво уклонила опроштај грехова из цркве Успења Господњег у Јерусалиму, а затим их за сва времена подарила ходочасницима у Маријин дом у Ефесу.

## Археологија
Рестаурирани део структуре разликује се од првобитних остатака по линији обојеној црвеном бојом. Неки су изразили сумњу у вези са локалитетом, јер је традиција Маријине везе са Ефесом „настала тек у дванаестом веку“. Присталице заснивају своје веровање на присуству Маријине цркве из 5. века.

## Став Римокатоличке цркве
Римокатоличка црква се никада није изјаснила о аутентичности куће, због недостатка научно прихватљивих доказа. Међутим, од благослова првог ходочашћа папе Лава XIII 1896. године, заузела је позитиван став према локалитету. Папа Пије XII је 1951. године, пратећи дефиницију догме о Успењу из 1950. године, подигао кућу на статус Светог места, привилегију коју је касније папа Јован XXIII учинио трајном. Ово место посећују и поштују муслимани и хришћани. Ходочасници пију воду из извора испод куће за коју се верује да има лековита својства. Овде се сваке године 15. августа одржава литургијска церемонија у знак сећања на Велику Госпојину.

### Папске посете
Папа Павле VI посетио је светилиште 26. јула 1967. године, а папа Јован Павле II 30. новембра 1979. године. Папа Бенедикт XVI посетио је ову светињу 29. новембра 2006. године током свог четвородневног путовања у Турску.